# Mohave Valley
Das Mohave Valley ist ein Tal, das weitgehend am östlichen Ufer des Colorado River im Nordwesten von Arizona liegt, sich aber auch in das San Bernardino County in Kalifornien und im Norden in den äußersten Südosten des Clark County in Nevada erstreckt. Der Hauptteil des Tals liegt im Südwesten des Mohave County in Arizona und liegt da, wo sich der Südosten der Mojave-Wüste und der Nordwesten der Sonora-Wüste treffen.
Ein Teil des Tales gehört zur Fort Mojave Indian Reservation, und im Westen stößt es an die kalifornischen Dead Mountains.